# CATHARE
Pour les articles homonymes, voir Cathare.
CATHARE (Code avancé de thermohydraulique pour les accidents de réacteurs à eau) est un logiciel de simulation thermohydraulique diphasique à l'échelle des systèmes, développé par le CEA depuis 1979. Issu d'un partenariat avec EDF, Framatome et l'IRSN, il est utilisé historiquement pour les études de sûreté nucléaire des réacteurs à eau pressurisée, ainsi que dans les simulateurs de formation du parc nucléaire français.

Simulation CATHARE d'un accident de perte de réfrigérant primaire (APRP) grosse brèche - Taux de vide lors de la phase de dépressurisation

Son champ d'application s'est progressivement élargi aux autres filières nucléaires ainsi qu'à d'autres secteurs tels que les transports ou la propulsion spatiale,. Le code prend part à la plupart des projets de conception de réacteurs de la filière française, qu'il s'agisse de réacteurs électrogènes de troisième génération (EPR, NUWARD), de quatrième génération (réacteurs à neutrons rapides à caloporteur sodium, plomb, gaz, réacteurs à sels fondus), de réacteurs de recherche (CABRI, RJH) ou de propulsion navale.
Par défaut, CATHARE résout un système de six équations (conservation de la masse, de la quantité de mouvement et de l'énergie pour les phases liquide et vapeur), permettant de tenir compte explicitement des écarts de vitesse et de température entre les phases. Il dispose d’une structure modulaire multi-échelle (0D, 1D, 3D), afin d’adapter la discrétisation selon les composants et le type d’étude. Le code possède également de nombreux sous-modules à la fois hydrauliques (pompes, vannes, clapets...) et thermiques (crayons combustibles, échangeurs de chaleur…). Ainsi, il permet de modéliser des scénarios transitoires de systèmes complexes avec un temps de calcul proche voire inférieur au temps physique. Cela est particulièrement utile pour la modélisation de circuits primaires de réacteurs nucléaires lors de situations accidentelles, celles-ci pouvant durer plusieurs heures voire plusieurs jours.
Sa dernière version, CATHARE-3, à disposition des partenaires depuis fin 2019, dispose de plusieurs nouvelles fonctionnalités,. Elle est récompensée en 2020 par le Grand Prix annuel de la Société française d'énergie nucléaire. 
Des calculs avec CATHARE-3 ont été réalisés dans le cadre d'un groupe de travail international mis en place par le Programme des Nations unies pour l'environnement afin d'évaluer les émissions de méthane issues des fuites des gazoducs Nord Stream à la suite de leur sabotage en septembre 2022. Les résultats de l'étude sont publiés dans la revue Nature en 2025.